# 诸葛昂
諸葛昂（?—?），隋末深州人。
個性豪爽，與渤海高瓒是好朋友，
有人传闻说兩人競相爭強賭富，竟至吃人，依据为满清一部小说《唐人说荟》。难以取信